# Ulrich Kulisch
Ulrich W. Kulisch (* 1933 in Breslau) ist ein deutscher Mathematiker, der sich mit numerischer Mathematik befasst, hauptsächlich mit Intervallarithmetik einschließlich deren Implementierung in Computern.

## Biografie
Kulisch studierte Mathematik und Physik an der TU München und der Universität München. 1961 promovierte er bei Josef Heinhold (Behandlung von Differentialgleichungen im Komplexen auf dem elektronischen Analogrechner). Nach der Habilitation 1963 war er von 1964 bis 1966 Lehrstuhlvertreter an der Universität München und ab 1966 Professor und Direktor des Instituts für Angewandte Mathematik an der Universität Karlsruhe. 1999 wurde er emeritiert. Anfangs war er in Karlsruhe auch Leiter des Rechenzentrums und mit dem Aufbau der Informatik betraut.
1969/70 war er am Mathematischen Forschungszentrum der University of Wisconsin–Madison bei Louis. B. Rall und Ramon E. Moore, 1972/73 und 1978/79 am IBM Research Center in Yorktown Heights (wo er mit Willard L. Miranker (1932–2011) arbeitete) und 1998 und 1999/2000 am Electrotechnical Laboratory des MITI in Tsukuba in Japan.

## Werk
Kulisch war in Deutschland bereits in den 1960er Jahren einer der Pioniere der Intervallarithmetik und wirkte schulbildend. Seine Implementierungen von Intervallarithmetik in Rechnern begannen in den 1960er Jahren auf der Basis von ALGOL. Kulisch entwickelte Programmiersprachen und Software mit automatischer Ergebnisverifikation unter anderem mit Nixdorf in Paderborn (Pascal-XSC u. a.), IBM (Projekte Acrith und Acrith-XSC) und Siemens (Programmpaket Arithmos). In den 1990er Jahren entwickelte er die Programmiersprache C-XSC und zugehörige Problemlöseroutinen mit automatischer Ergebnisverifikation. Mit Partnern aus Stuttgart (Bernd Höfflinger, Professor am Institut für Mikroelektronik) und Hamburg (Thomas Teufel, Professor an der TU Hamburg-Harburg) wurde ein Vektorarithmetik-Koprozessor XPA 3233 für den PC entwickelt und gebaut. Er berechnet Skalarprodukte von Gleitkommavektoren immer exakt.
Kulisch war 1968 Gründungsmitglied der Gesellschaft für Informatik. Er war langjähriger Vorsitzender des Fachausschusses Rechnerarithmetik und Wissenschaftliches Rechnen der Gesellschaft für  Angewandte Mathematik und Mechanik (GAMM) und des Technical Committees Enhanced Computer Arithmetic der International Association for Mathematics and Computers in Simulation (IMACS). Seit 1979 gehört er der IFIP Working Group 2.5 on Numerical Software der International Federation for Information Processing (IFIP) an. Er arbeitet im IEEE Standardkomitee P1788 für Intervallarithmetik mit, aufgrund dessen Arbeit 2015 der Standard IEEE 1788 verabschiedet wurde.
1968 bis 1999 war er Herausgeber der Lehrbuchreihe Informatik des Bibliographischen Instituts, Mannheim und 1975 bis 1998 war er Herausgeber des Jahrbuchs Überblicke Mathematik (BI).
45 Schüler haben bei Ulrich Kulisch promoviert, darunter Götz Alefeld. 15 ehemalige Mitarbeiter sind inzwischen selbst Professoren.

## Schriften
- mit J. Heinhold: Analogrechnen. Eine Einführung (= Informatik). BI, 1968, DNB 456946675.
- Grundlagen des Numerischen Rechnens. Mathematische Begründung der Rechnerarithmetik (= Informatik. Band 19). BI, 1976.
- Grundzüge der Intervallrechnung (= Jahrbuch Überblicke Mathematik. Band 2). BI, Mannheim 1969.
- mit W. L. Miranker: Computer Arithmetic in Theory and Practice. Academic Press, 1981 (englisch).
- mit W. L. Miranker (Hrsg.): A New Approach to Scientific Computation. Academic Press, New York 1983.
- mit W. L. Miranker: The arithmetic of the digital computer. A new approach. In: SIAM Review. Band 28, 1986, S. 1–40 (englisch).
- mit H.J. Stetter (Hrsg.): Scientific Computation with Automatic Result Verification (= Computing Supplementum. Band 6). Springer, Wien 1988 (englisch).
- Ulrich Kulisch (Hrsg.): Wissenschaftliches Rechnen mit Ergebnisverifikation. Vieweg, 1989, ISBN 3-528-08943-1.
- mit R. Klatte, M. Neaga, D. Ratz, Ch. Ullrich: Pascal-XSC. Sprachbeschreibung mit Beispielen. Springer, 1991 (englische Ausgabe Springer 1992, russische Ausgabe 1997, 2. Auflage 2000).
- mit R. Klatte, A. Wiethoff, C. Lawo, M. Rauch: C-XSC. A C++ Class Library for Extended Scientific Computation. Springer, 1992 (englisch).
- mit R. Hammer, M. Hocks, D. Ratz: C++ Toolbox for Verified Computing. Springer, 1995 (englisch, russische Ausgabe 2005).
- Computer, Arithmetik und Numerik – ein Memorandum. In: Überblicke Mathematik 1998. Vieweg, 1997, ISBN 978-3-322-88925-6, doi:10.1007/978-3-322-88925-6_2.
- Advanced Arithmetic for the Digital Computer. Design of Arithmetic Units. Springer, 2002 (englisch).
- Computer Arithmetic and Validity. Theory, Implementation, and Applications. 2. Auflage. de Gruyter, 2013, ISBN 978-3-11-030173-1 (englisch, Erstausgabe:  2008).
- An Axiomatic Approach to Computer Arithmetic with an Appendix on Interval Hardware. In: Parallel processing and applied mathematics (= LNCS. Band 7204). Band 2. Springer, 2012, ISBN 978-3-642-31499-5, S. 484–495 (englisch).
- Up-to-date Interval Arithmetic: From Closed and Bounded Intervals to Connected Sets of Real Numbers. In: Parallel Processing and Applied Mathematics. 11th International Conference, PPAM 2015 (= LNCS. Band 9574). Band 2. Springer, 2016, ISBN 978-3-319-32151-6, S. 413–434 (englisch).
- mit G. Bohlender: High Speed Associative Accumulation of Floating-point Numbers and Floating-point Intervals. In: Reliable Computing. Band 23, 2016, S. 141–153 (englisch, interval.louisiana.edu [PDF]).